# Liant papier

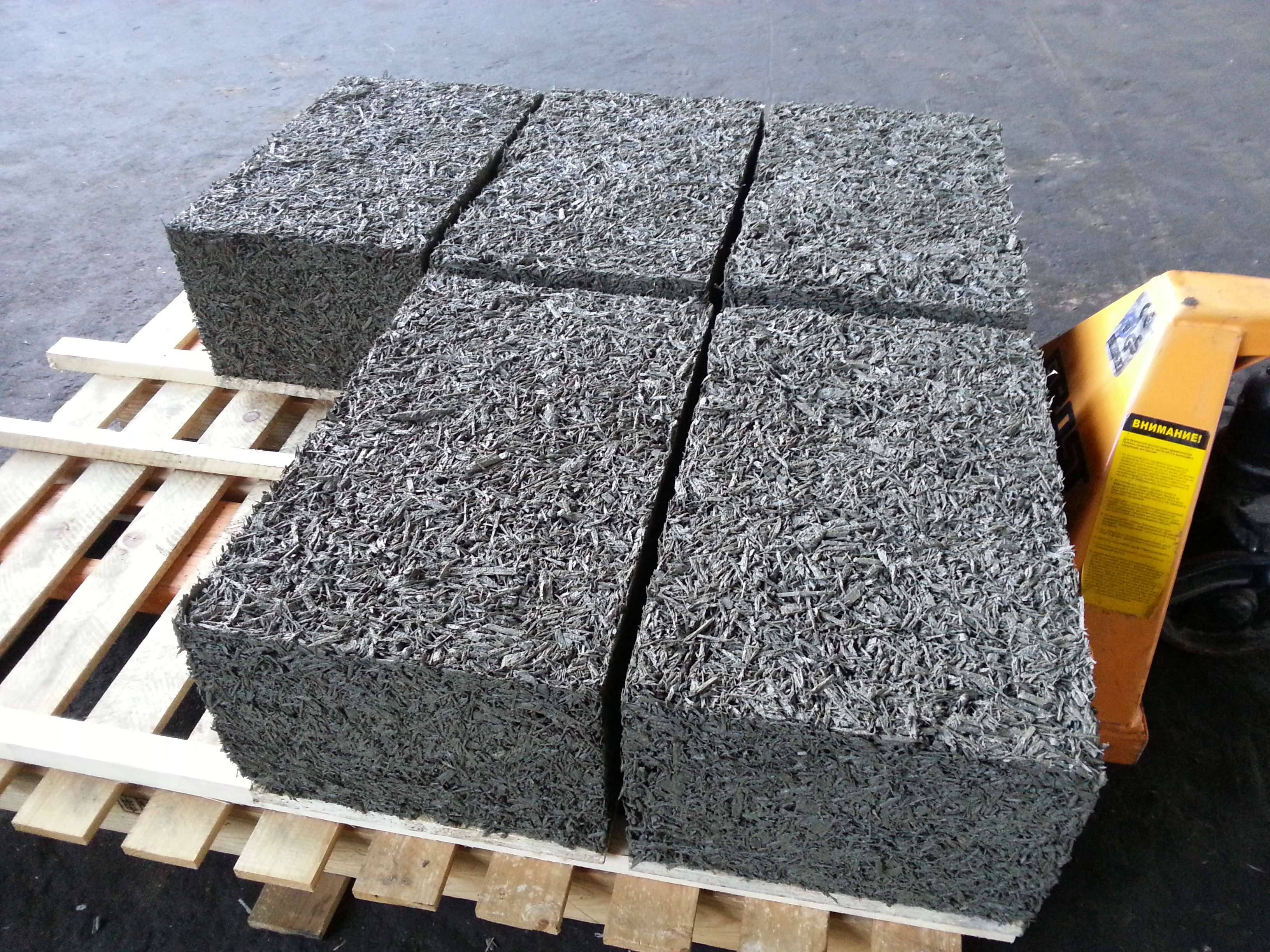
Briques de papercrete

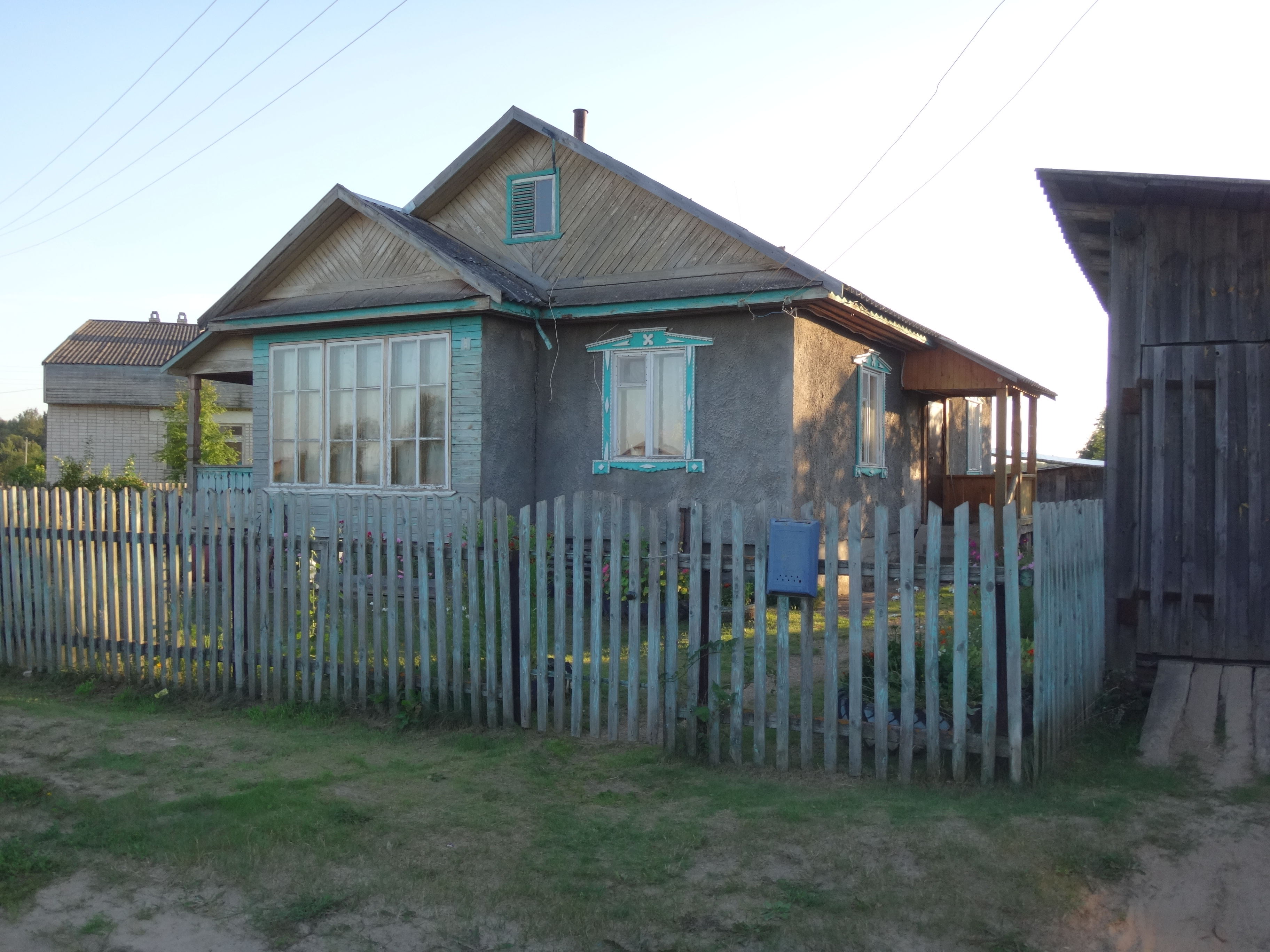
Maison construite en briques de papercrete

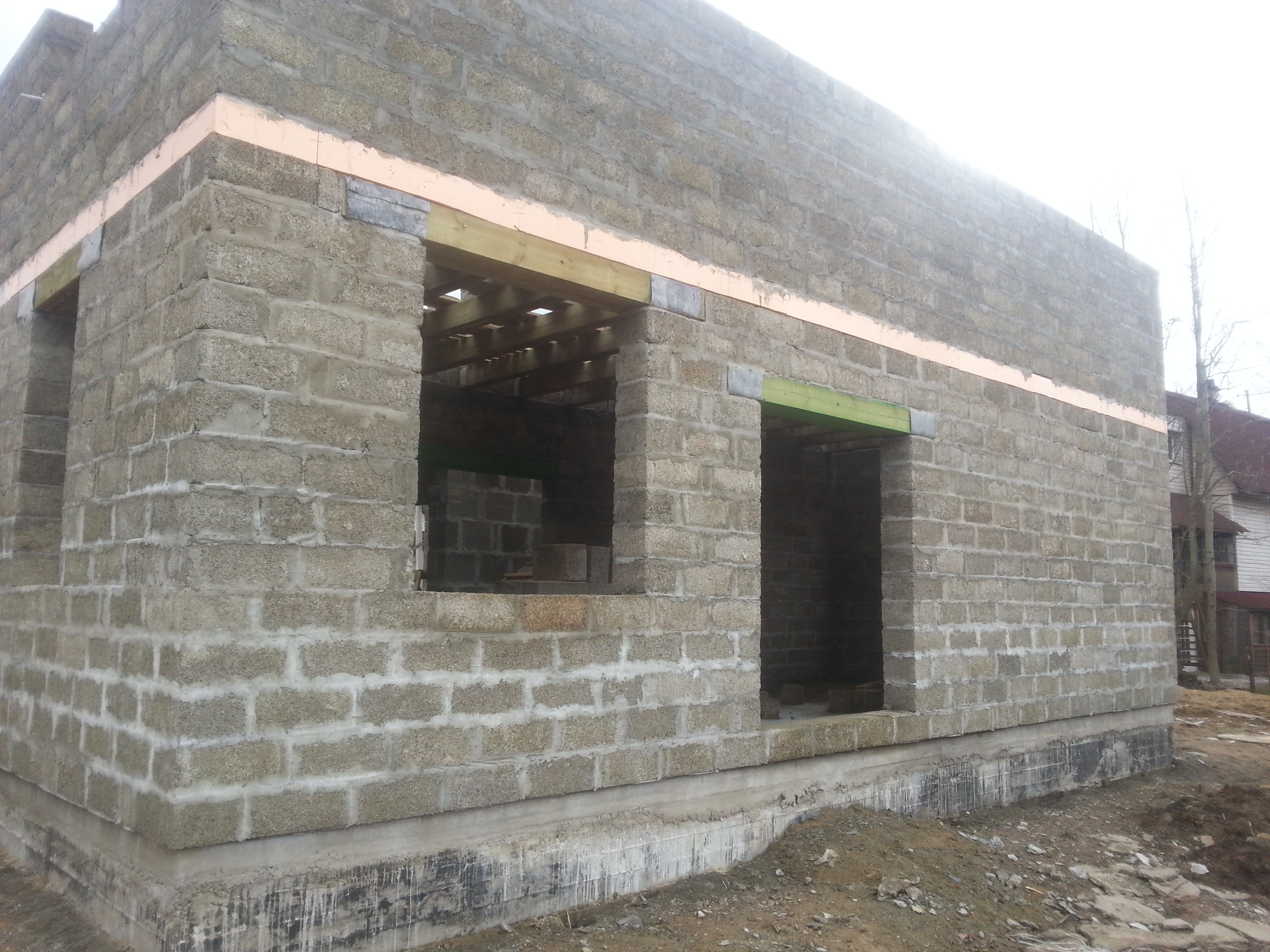
Maison en briques de papercrete en cours de construction

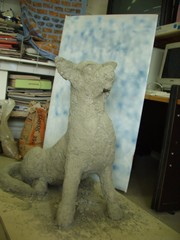
statue fabriquée en papercrete, au CSES Jean Lagarde

Le béton de papier ou liant-papier est un matériau de construction, considéré comme soutenable, et peu polluant, peu coûteux, facile à fabriquer, existant depuis plus de 70 ans (breveté en 1928 (brevet tombé dans le domaine public). Il présente des qualités différentes selon le dosage de papier, de ciment et éventuels autres matériaux et selon le type de papier, la préparation utilisée, l'utilisation d'une presse ou non, etc. C'est un produit pouvant relever du DIY (Do it yourself).

## Histoire
Ce matériau de la famille des bétons fibrés et des produits issus du recyclage du papier (comme le papier mâché)  a été inventé au début du XXe siècle. 
En tant que matériau en partie recyclé, il a suscité un nouvel intérêt dans les années 1990 : 
Au début des années 1990, Eric Patterson et Mike McCain, tout en travaillant indépendamment, ont l'idée de mélanger du papier avec du ciment. Le premier, imprimeur de métier, cherchait un moyen de valoriser ses déchets de papier. Il a broyé un lot de papier, l'a mélangé avec du ciment, au moyen d'un mixeur de cuisine et a ainsi inventé un nouveau type de matériau. 

Dans le même temps, Mike McCain a travaillé avec un produit très similaire. Il a mis au point un mélangeur avec un réservoir de stockage, monté à l’arrière d’une voiture auquel il a ajouté une lame de tondeuse. Il a ainsi malaxé un mélange d'eau, de papier et de ciment. Eric a construit un ajout à sa maison avec ce matériau et Mike a construit une maison pour sa mère à Columbus (États-Unis). 
Mike fabrique des blocs qui sont commercialisés, principalement utilisés pour la construction de maisons, l'aménagement paysager et même la réalisation d’œuvres artistiques. Barry Fuller travaillant à Phoenix, a fait beaucoup d'essais techniques et scientifiques avec ce matériau.

## Exemples de compositions
- 60 % de papier humide (journaux, magazines, prospectus),
- 30 % de sable,
- 10 % de ciments

Autre exemple de mélange : 
- 60 % de papier humide (journaux, magazines, prospectus),
- 20 % de sable,
- 20 % de ciments

### Fabrication classique
Pour fabriquer artisanalement le papier mouillé, on le découpe la veille et on le laisse tremper toute une nuit. Le papier mouillé et le sable sont disposés dans la bétonnière qu'on laisse tourner au moins 20 minutes avant d’y mettre le ciment.

### Fabrication de briques

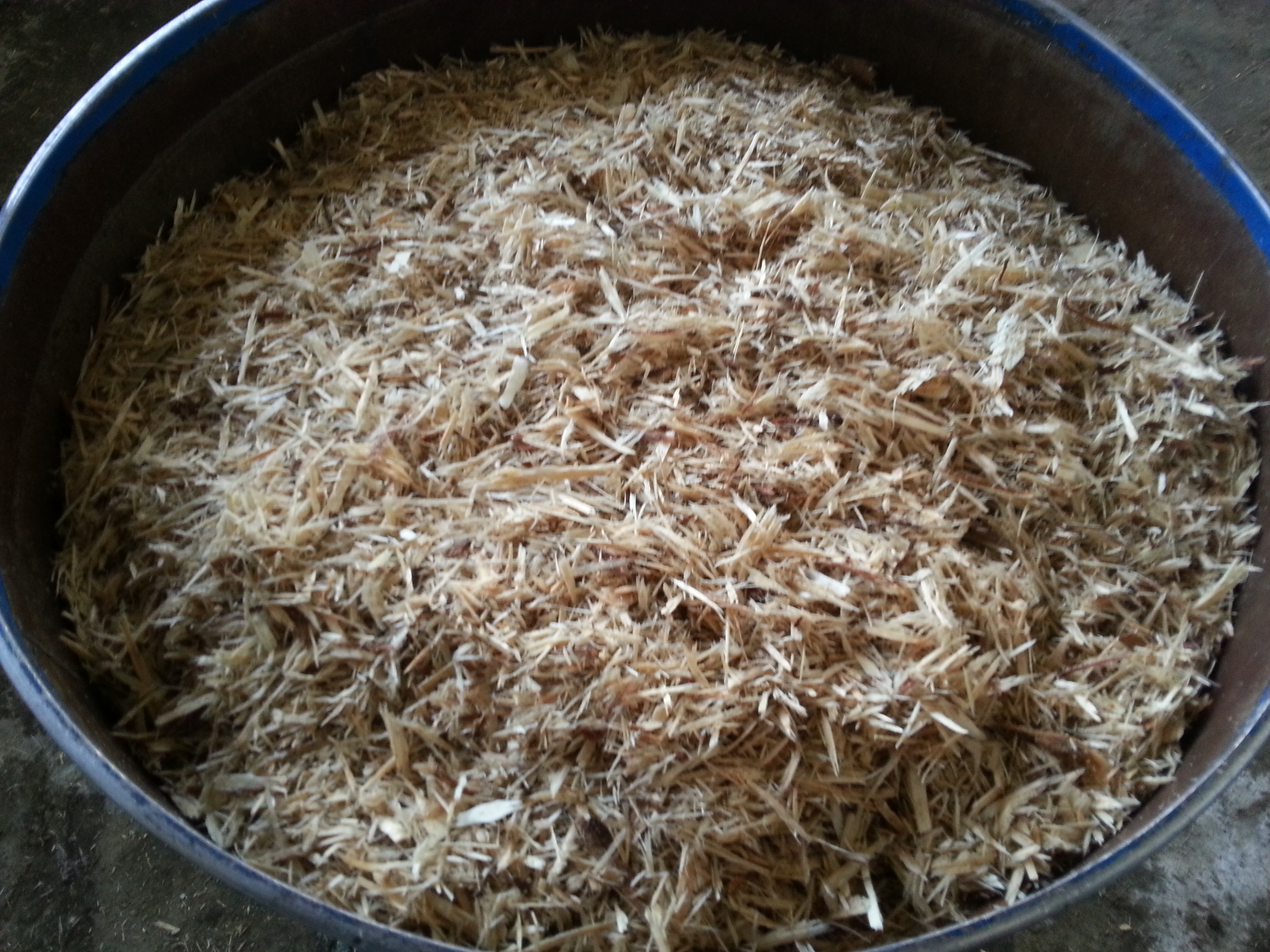
Papier découpé en forme de fines bandes, pour fabriquer du papercrete

À partir du mélange précédent on peut fabriquer des briques avec un moule. Une fois le moule rempli, on en chasse l’eau par pression, après séchage, la brique est terminée.

## Avantages
Résistance au feu
En contact pendant dix minutes avec une flamme de chalumeau oxyacétylénique (panache de la flamme à environ 2 077 °C), le papercrete ne prend pas feu, mais sa structure se dégrade fortement.
Résistance à la compression importante
Cette propriété n'a pas pu être vérifiée car les éprouvettes testée à la demande de la DP6H du CSES Jean Lagarde au LP Bayard présentaient des défauts. 

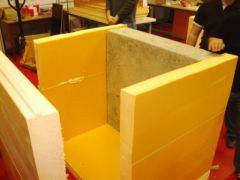
cellule de test thermique réalisée par les élèves du BTS Domotique du lycée Charles de Gaulle

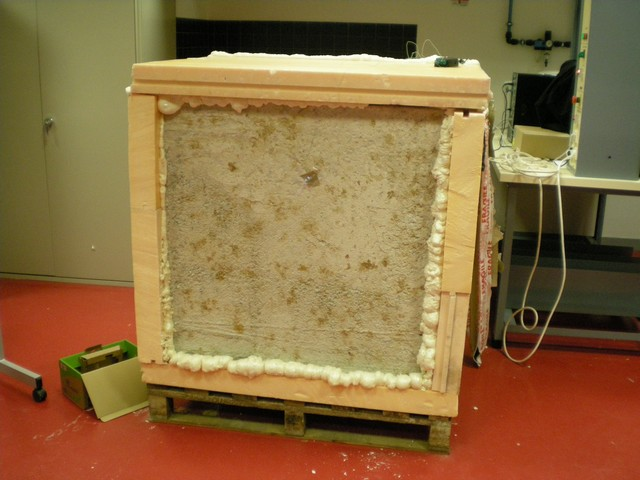
cellule de test thermique réalisée par les élèves du BTS Domotique du lycée Charles de Gaulle

Isolation thermique exceptionnelle
À partir des travaux réalisées par les élèves du BTS domotique du lycée Charles de Gaulle de Muret, deux tests sont effectués. Le premier a permis de calculer la résistance thermique du papercrete, le deuxième le comportement du papercrete au soleil.
La conductivité thermique du papercrete est de 0,06 W/(m K), la diffusivité thermique est de 0,2 m2/s, la chaleur massique est de 24,96 J/(kg K)
et l'effusivité thermique est de 48,95 J K−1 m−2 s−1/2.
Le papercrete est un matériau très intéressant aussi bien en été qu’en hiver. En effet, il permet de garder la chaleur à l’intérieur d’une pièce, mais aussi de faire barrage à la chaleur extérieure. C’est un matériau isolant possédant une haute résistance thermique et de ce fait il est intéressant pour la construction de bâtiments à bas prix.
Propriétés acoustiques
Travaux réalisés par le département génie civil de l'INSA de Toulouse à la demande des élèves de la DP6h du CSES Jean Lagarde.
Sur une dalle de 1 m sur 1 m et d'épaisseur de 5 cm de papercrete, le bruit de la machine à choc est atténué de 12 dB(A).

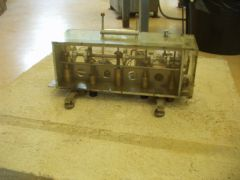
tests acoustiques d'une plaque de papercrete avec une machine à chocs (INSA de Toulouse)

La masse volumique du papercrete s'élève à : 1 600 kg/m3. En comparaison, celle du béton s'élève à 2 600 kg/m3.